# Halo, Halo
 Iugoslávia Halo, Halo, Jugoslávia no Festival Eurovisão da Canção 1982

Halo, Halo ("Alô! Alô!") foi a canção escolhida para representar a ex-Jugoslávia no Festival Eurovisão da Canção 1982 interpretado em servo-croata pela banda Aska. A referida canção tinha letra de Miro Zec, música de Aleksandar Ilić e foi orquestrado por Zvonimir Skerl. 
A canção jugoslava foi a 14.ª a ser interpretada na noite do evento (depois da canção dinamarquesa interpretada pelos Brixx e antes da canção israelita interpretada por Avi Toledano). No final da votação, recebeu 21 pontos e classificou-se em 14.º lugar, entre 18 países participantes.
A canção fala-nos de uma rapariga que liga o telefone à espera que o seu amado responda, mas a resposta é sempre "Número errado", e interroga-se onde estará ele?. 